# Creditul Minier

Acţiune emisă de societatea Creditul Minier

Creditul Minier a fost o societate petrolieră cu capital românesc, una dintre cele mai mari întreprinderi petroliere din România, prima de acest fel cu capital exclusiv românesc, înființată în 1919 cu sediul la București. Capitalul inițial era de 1.750.000 lei, sporit ulterior până la peste 23 miliarde în 1945. Terenurile deținute direct și indirect (prin participații), însumau 150.000 hectare. În 1948, prin adoptarea Legii naționalizării, societatea Creditul Minier a fost naționalizată.

## Istoric
Societatea a fost înființată de un grup de ingineri români care, prin activitatea, lor apărau interesele românești în exploatarea zăcămintelor de petrol, gaze, aur și altele. Principalul investitor a fost Banca Românească. Din consiliul de administrație făceau parte inginerii Virgil Alimășteanu, Constantin Bușilă, Mihai Constantinescu, Ion Demetrescu, Valeriu Pușcariu, Petre Lucaci, Virgil Tacit, Ilie Popescu și alții. Înființarea Creditului Minier a constituit un exemplu pentru constituirea altor societăți inginerești, ca IRDP (Industria Română de Dezvoltare Petrolieră) și altele.
Societatea a obținut inițial concesiunea terenurilor petrolifere ale statului din județul Dâmbovița: la Moreni, Ochiuri, Runcu, Viforâta, Gura Ocniței, etc.
În acea perioadă, industriile extractive de minereuri și în special de extragere și prelucrare a petrolului, erau aproape complet sub controlul marilor companii miniere internaționale, din Statele Unite ale Americii, Franța, Belgia, Germania, Olanda, etc.